# Dominik Gschwenter
Dominik Gschwenter (25 settembre 1984) è un ex sciatore alpino austriaco.

## Biografia
Originario di Gries am Brenner e attivo in gare FIS dal novembre del 1999, in Coppa Europa Gschwenter esordì il 25 novembre 2004 a Landgraaf in KO slalom (25º) e ottenne il primo podio il 1º dicembre successivo a Levi in slalom gigante (2º). Il 21 dicembre dello stesso anno esordì anche in Coppa del Mondo, a Flachau in slalom gigante senza completare la prova. Conquistò l'unica vittoria in Coppa Europa, nonché ultimo podio, il 7 marzo 2005 a Kranjska Gora in slalom gigante e prese per l'ultima volta il via in Coppa del Mondo il 18 gennaio 2009 a Wengen in slalom speciale, senza completare la prova (non portò a termine nessuna delle 5 gare nel massimo circuito cui prese parte); si ritirò al termine di quella stessa stagione 2008-2009 e la sua ultima gara fu uno slalom speciale FIS disputato il 9 aprile a Predazzo/Pampeago e non completato da Gschwenter. In carriera non prese parte a rassegne olimpiche o iridate.

## Palmarès

### Coppa Europa
- Miglior piazzamento in classifica generale: 6º nel 2005
- 5 podi:
  - 1 vittoria
  - 3 secondi posti
  - 1 terzo posto

#### Coppa Europa - vittorie
| Data         | Località      | Paese    | Specialità |
| ------------ | ------------- | -------- | ---------- |
| 7 marzo 2005 | Kranjska Gora | Slovenia | GS         |

Legenda:

GS = slalom gigante

### Campionati austriaci
- 1 medaglia:
  - 1 bronzo (combinata nel 2005)